# D1079 (Ain)
De D1079 is een departementale weg in het Franse departement Ain. De weg loopt van Mâcon naar Bourg-en-Bresse.

## Geschiedenis
Oorspronkelijk was de D1079 onderdeel van de N79. In 2006 werd de weg overgedragen aan het departement Ain, omdat de weg geen belang meer had voor het doorgaande verkeer vanwege de parallelle autosnelweg A40. De weg is toen omgenummerd tot D1079.